# 口白歪歌系列2 簡簡單單
《口白歪歌系列2 簡簡單單》，為台灣創作歌手鄭進一在2000年7月26日，交給大信唱片發行的一張錄音室專輯。最初，鄭進一在2000年的農曆過年前，邀賀一航一同推出，首張口白歪歌專輯《愛國精神病》，有達到銷售超過十萬張的成績以後，決定繼續採用口白歪歌風格，而改找門下徒弟澎恰恰與許效舜合作，並推出第二張口白歪歌專輯《簡簡單單》。並且，自正式將這專輯推到市面上那刻起，每逢一張的出版，就會捐新台幣1元，給白曉燕文教基金會做公益。在這張專輯中，不只找澎恰恰與許效舜合作，還請曾心梅與如惠，個別與他進行對唱的錄製。另外，在專輯宣傳期間，曾因主打歌《簡簡單單》的歌詞與MV內容，引起許多議題被拿來討論。

## 背景

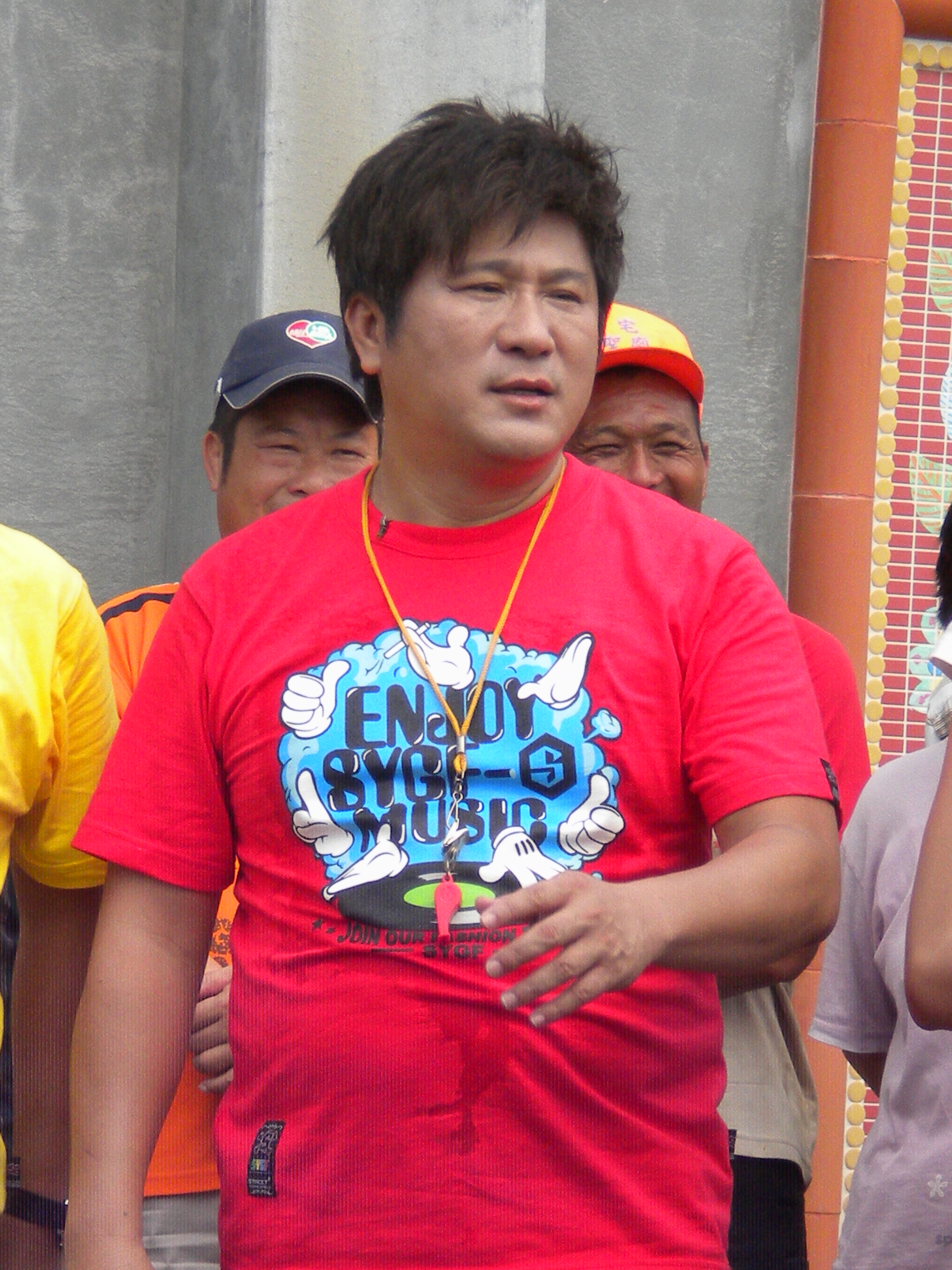
在上張專輯進行宣傳期間，因賀一航與胡瓜（如圖）處於緊張關係，沒辦法上胡瓜主持的綜藝節目。

鄭進一找朋友賀一航，選在民國89年（2000年）農曆過年前的2月1日，合出《愛國精神病》這張歪歌專輯。當時，礙於賀一航與胡瓜處於緊張狀況，只能到由胡瓜以外藝人主持的綜藝節目（如張菲的《龍虎綜藝王》），以及跑遍多家電台，替專輯做宣傳與打歌。在專輯發行一個月中，藉著多種管道取代開發片記者會做宣傳或打歌，並在發行專輯的大信唱片投入專輯的企劃、宣傳，與鄭進一他們倆的置裝費，共花費不超過新台幣一百萬元的情況，達到賣出破十萬張的銷售量，促使鄭進一淨賺新台幣一千萬元；並讓原先只能租山上房屋住、要朋友救濟的他，轉變成能買二台知名轎車做犒賞的佳境。
然後，在鄭進一與賀一航沒料想到專輯能暢銷之下，二人都決定在專輯發行當年（2000年）3月，為第二張口白歪歌專輯進行錄製。然而，鄭進一在途中看上澎恰恰與許效舜在三立綜藝台綜藝節目《黃金夜總會》展現的演唱功力，加上稍早為歪歌專輯系列規劃好的名單人選中剛好有澎、許二人在內；所以，鄭進一邀請澎、許二人取代賀一航，而重新錄製多首口白歪歌。另外，為了提攜後輩在歌壇有發展，鄭進一找曾心梅與王識賢的妹妹如惠，錄製與他對唱的男女情歌。

## 製作

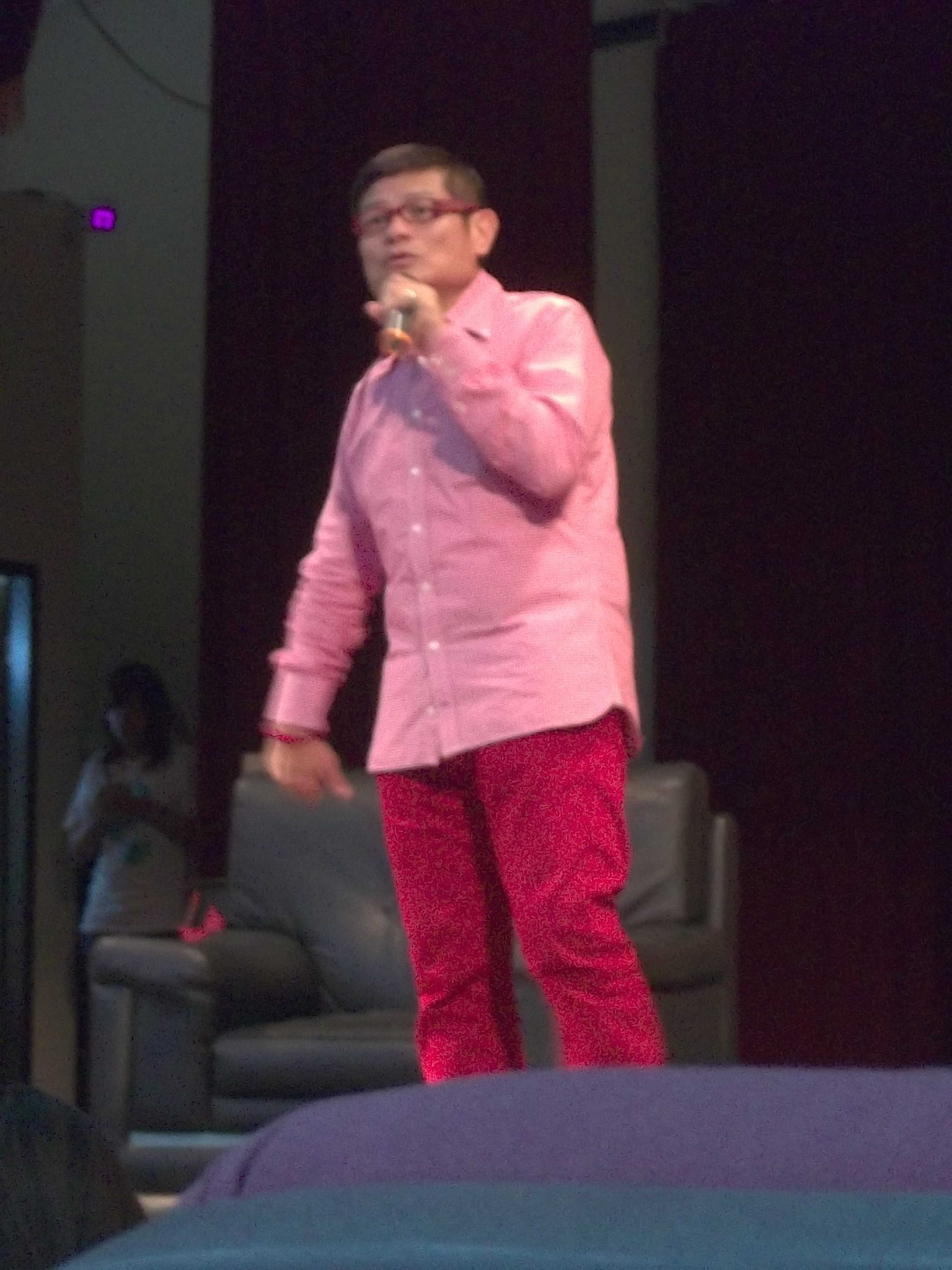
鄭進一為門生許效舜（如圖）的代表性角色福州伯，以《南都之夜》旋律改成那角色的主題曲。

鄭進一延續上一張專輯《愛國精神病》，以《酒後的心聲》等多首知名歌曲，改編成一首首口白歪歌的模式，套用到第二張口白歪歌專輯的整體架構上。於是，向多家唱片公司買下多首歌曲的版權，而花費新台幣一百八十多萬元，才讓口白歪歌有歌曲能作為參考來源。尤其，要將陳雷演唱的《歡喜就好》，改編為探討各種打麻將狀況的《麻將歌》，給金圓唱片新台幣四十幾萬元，而解決要以那首歌旋律寫成歪歌的版權問題。另外，針對澎恰恰與許效舜的唱功，鄭進一特地編寫能讓澎、許二人駕馭的歌曲，並經常運用他們倆錄完影後的大半夜空檔，到錄音室進行歌曲錄製。其中，為了許效舜在《黃金夜總會》自創的熱門角色福州伯，能擁有專屬主題曲，在節目上演唱，鄭進一拿台灣已故音樂家許石寫的《南都之夜》，改編成講述福州伯一生的《福州伯的故事》；除此之外，在歌曲接近尾聲時，演唱一小段同樣從《南都之夜》改編的《台灣小調》。當時，鄭進一在歌曲錄唱過程，相當嚴厲地控管。有回，澎恰恰在錄唱《麻將歌》時，沒將這首歌中要負責唱的歌詞記得熟悉，當場被鄭進一斥責一頓。

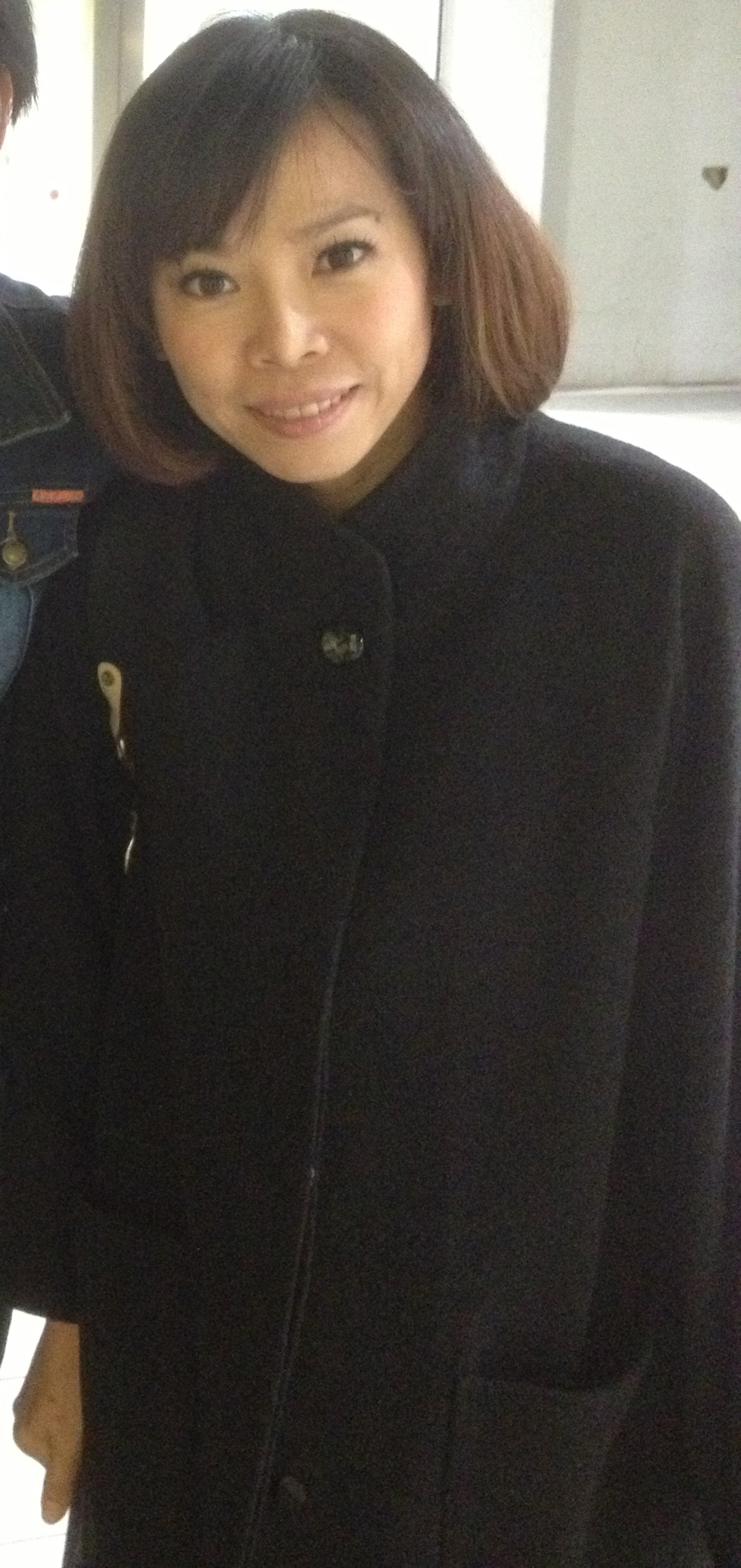
曾心梅（如圖）被鄭進一找來錄唱《你是我的心肝寶貝》。

再來，鄭進一先後邀曾心梅、如惠，進錄音室錄《你是我的心肝寶貝》的對唱部分，而弄出節奏藍調與抒情這兩版。基於愛惜曾、如二人的歌唱才藝，與要提攜她們在歌壇有所發展的善意，促使他無法從中取捨，而決定讓這二版，通通蒐錄在這張專輯中。
在前面幾張專輯中，有跟鄭進一合作過的多名音樂相關人士，也在這專輯做協助。像是，從上張專輯有繼續合作的，為大信唱片董事長陳維祥與音樂工作者倪方來。在陳董方面，不光藉自己創立的大信唱片，將上張專輯與這專輯販售到市場，還連續在這二張專輯中，擔任監製。再來，跟鄭進一寫歌過程中，努力構想出歌詞內容，且多次建議有助於鄭進一在歌曲創作上的修飾。另一方面，倪方來皆替二張專輯，負責歌曲的吉他演奏部分。還有，打從鄭進一待在滾石唱片，推出首張閩南語專輯《青春悲喜曲》時，就開始弄編曲工程的張乃仁，替這專輯的二首單曲，完成編曲的動作。

## 專輯風格

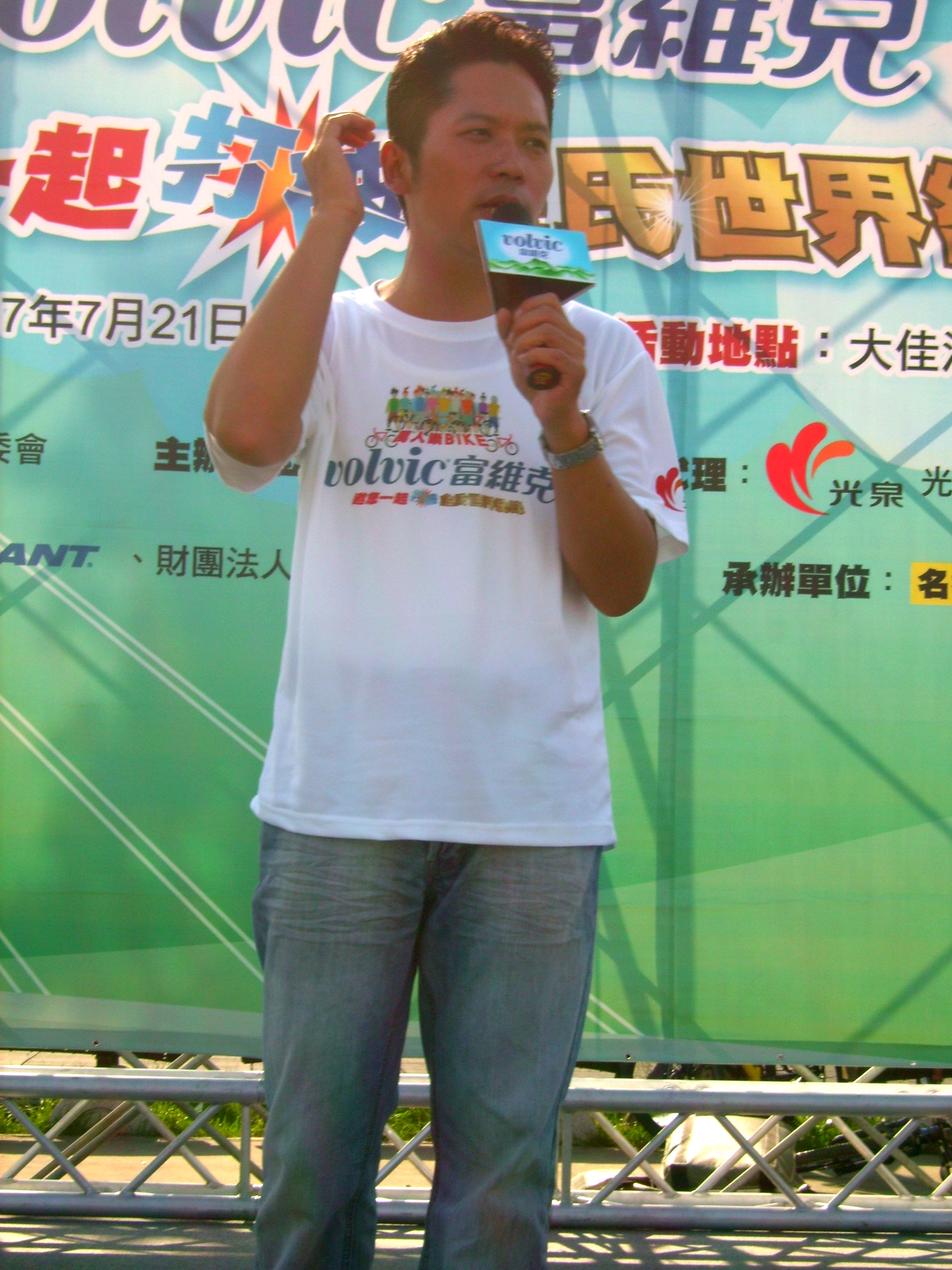
樂評人Mathilda認為，鄭進一的《練瘋話》類似卜學亮（如圖）演唱的《子曰》。

鄭進一將當時耳熟能祥的歌曲，以台灣社會基層、特定族群或市井小民等，來自多層人士的角度與心態，並運用大量模擬情境對話，融入歌曲當中，而改編成一首首口白歪歌。因上張專輯主打《愛國精神病》前面唱的歌詞內容，取自於原曲開頭歌詞的諧音，影響到鄭進一把蘇芮的《酒矸倘賣無》弄出歪歌時，以《酒矸倘賣無》諧音作為歪歌版的歌名，才會有《您牽有治洌否》的誕生。並且，《您牽有治洌否》表面圍繞著男性見色忘友的心聲，但實際說明社會隨處可見的性慾案件。《麻將歌》以歌詞出現的各種人物，集中描寫人們賭性變得強烈時的寫照。許效舜運用福州伯的福州腔，在《福州伯的故事》道出，福州伯從在權勢政治世家長大，卻轉變為得躲警察的路邊攤販這心路歷程，反映出如福州伯生在家道中落背景這族群的人生。《練瘋話》改編自鄭進一寫給歌手葉啟田的《電話》，又循原版饒舌風格而增修歌詞，才會讓樂評人Mathilda，認為這首歌類似卜學亮《子曰》的曲風。
然而，比起《愛國精神病》蒐錄的大部分歌曲，完全是從別首歌改編的歪歌來說，這張專輯反而出現幾首原創歌曲。當中，有幾首跟男女間愛情有關。比如，鄭進一因很多男女有談戀愛失敗的經驗，而創作《簡簡單單》這首歌。《西施》靈感出自鄭進一從朋友那，聽到對方追老婆到結婚的流程。《愛情過路人》，源自鄭進一對過往戀人的心聲。《三刀傳說》和《你是我的心肝寶貝》，都為鄭進一頭回在自己專輯中嘗試的台語歌路。前者是在歌曲中間安排，以武俠戲說書講古的一段口白，後者則是以簡單言詞表達愛意的對唱情歌。

## 發行與宣傳

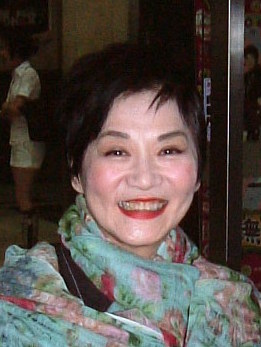
鄭進一作客張小燕（如圖）主持的《小燕Window》時，聊到過去與蘇麗媚交流的往事。

在發行專輯前，鄭進一為了達成宣傳目的，上多檔綜藝節目進行訪問與打歌。比如，在張小燕的《小燕Window》和李敖的《李敖Talk秀》當中，討論到感情方面，鄭進一以直接或隱約地講到，與三立高層蘇麗媚過去在交往時的事情。然而，因鄭進一在節目提到和蘇麗媚的交往，不得不給跑鄭進一專輯宣傳的大信唱片人員，擔憂有在這張專輯合作的澎恰恰與許效舜，保不住在三立的工作，並促成大信唱片人員懇求節目製作單位，剪掉鄭進一提到蘇麗媚的部分。再來，鄭進一先前聲援上張專輯有合作的賀一航，跟胡瓜槓上，導致在上張專輯宣傳期，無法上胡瓜任何節目的通告，但在這專輯宣傳期，到胡瓜主持的《群星會鐵人》做宣傳時，鄭進一選擇跟胡瓜在節目上和解，並化開彼此間的心結。
等到7月27日，鄭進一師徒三人舉行《簡簡單單》的發片記者會，並在現場共同演唱同名專輯歌曲。還有，白冰冰特地到現場獻花，為鄭進一的這專輯加油打氣，及在當場表達對鄭進一師徒三人和大信唱片董事長陳維祥的恩情；特別在提到感謝鄭進一的部分，闡述他寫《燕仔你是飛去叨》感動到陳水扁流淚的事情。另外，在記者會上，鄭進一發現許效舜有帶小抄來，批評對方一番，但許效舜藉著俏皮的反應，讓氣氛緩和回來。只是，碰上記者問及歌曲靈感是否跟蘇麗媚有關時，鄭進一則是避重就輕地沒正面回應。
為了主打《簡簡單單》這首歌，大信唱片花不少錢，拍下一支動畫MV。但是，沒想到MV一推出，被指出有影射時任副總統呂秀蓮、美國知名男星湯姆·克魯斯的畫面，加上被懷疑罵髒話的歌詞和不雅動作的出現，而認定有挑戰到行政院新聞局尺度的意味在。基於這些緣故，不光是害得鄭進一遭老三台列為不歡迎對象，甚至讓幾家電視台與電台不得不禁播。電視台方面，像是中視高層主管認為歌詞意識不良，決定下令停播這首歌的內容與MV畫面。隨後，TVBS-G則是聽完歌後，認為不宜播出，則直接列入輔導級。另外，眾多廣播電台礙於歌詞尺度問題，有播出困難或其他考量，一致採取禁播。到頭來，大信唱片只好拿鄭進一和曾心梅對唱的《你是我的心肝寶貝》，取代《簡簡單單》為新的主打歌。關於歌曲演唱者的回應，鄭進一認為寫歌用意在娛樂觀眾，並認為被禁播是場無妄之災。同樣地，有演唱這首歌的澎恰恰，覺得歌曲只是純粹好玩，毫無罵髒話的用意在，並不需計較太多。

## 迴響與反應

### 歌曲影射
錄製期間，由於鄭進一在《簡簡單單》寫下的歌詞，使外界認為有唱給舊愛蘇麗媚聽的意思在；就連在錄唱這首歌時，錄音室工作人員都對於蘇麗媚夫婦一聽到這首歌的反應，感到相當好奇。雖然，鄭進一所屬的的大信唱片，表示這首歌的靈感來自蘇麗媚，但換作是鄭進一，不管在民生報記者的電話訪問，還是專輯發片記者會，通通沒直接了當地回應是寫給蘇麗媚的。此外，蘇麗媚在空檔時間從記者那，了解鄭進一寫下《簡簡單單》的背後因素，則選擇不想在此時做討論。還有，儘管蘇麗媚沒聽到那首歌，但光是對於歌詞內容，她嘆口氣地說:「我會覺得這件事滿嚴重的，鄭進一好幾次出片時，都拿這個事作話題。」

### 市場銷售
雖說《簡簡單單》被禁播，但《麻將歌》成為台灣南部民眾傳唱的歌曲，《福州伯的故事》讓許效舜憑自創角色福州伯更受歡迎，促成專輯賣出十五萬張；加上澎恰恰與許效舜都入圍金鐘獎，鄭進一又受八大電視邀約主持音樂節目，大信唱片應著這些喜事，為他們選在發行當年的9月25日辦場慶功宴。
沒料到，因兩張歪歌專輯暢銷而賺進千萬的鄭進一在慶功宴上宣布，在當年十一月要推出一套爵士風格的四語翻唱專輯後，選擇跑到幕後專注於創作與製作，也自那刻起決定不走唱歌的路。此話一說出，讓陳維祥不只聽得感到傻眼，還試著勸阻鄭進一打消念頭，又鼓勵他寫首有關股市的歌；但鄭進一仍堅持他的立場，拒絕陳維祥的意見。可是到最後，鄭進一還是照陳維祥的建議，寫首討論股市的新歌來唱。並且，鄭進一還是收回「不再唱歌」這項承諾，繼續在隔年（2001年）出二張原創專輯《救國神經病》和《月娘茶》。

### 專業評論
媒體人王祖壽在《民生報》上的《超音波周報》專欄中，從《簡簡單單》主要架構上，以顛覆嘲諷、大量模擬情境對話形成，感覺有令人為此噴飯的效果在。並且，讚許鄭進一、澎恰恰與許效舜在這張專輯，用豐富無比的演出歷練，單憑聲音表情，就把台灣社會的三教九流，表現得活靈活現。另外，Mathilda在MTV音樂頻道官網，針對這專輯發表的樂評中，認為鄭進一師徒三人在這專輯中，運用罵人不帶髒字的本領，把台語歌曲帶入另一種秀場文化。以及，稱讚以即興自然又帶點戲劇口吻的唱腔，能夠自在地演唱歌曲。所以，他在滿分為五顆星的評分標準下，給予這專輯有四顆星的佳評。

## 專輯曲目
| 曲序     | 曲目                       | 作曲      | 编曲     | 备注                                                 | 时长  |
| -------- | -------------------------- | --------- | -------- | ---------------------------------------------------- | ----- |
| 1.       | 麻將歌                     | 吳嘉祥    | 鄭進一   | 原曲《歡喜就好》；與澎恰恰、許效舜合唱               | 3:53  |
| 2.       | 簡簡單單                   | 鄭進一    | Milk Boy | 與澎恰恰、許效舜合唱                                 | 3:32  |
| 3.       | 您牽有治洌否               | 侯德健    | 鄭進一   | 另名《您牽有置洌否》；原曲《酒矸倘賣無》；澎恰恰主唱 | 4:14  |
| 4.       | 福州伯的故事               | 許石      | 鄭進一   | 原曲《南都之夜》；許效舜主唱                         | 3:59  |
| 5.       | 西施                       | 鄭進一    | 鄭進一   | 與澎恰恰、許效舜合唱                                 | 3:54  |
| 6.       | 練瘋話                     | 鄭進一    | 張乃仁   | 原曲《電話》；與澎恰恰、許效舜合唱                   | 3:43  |
| 7.       | 三刀傳說                   | 鄭進一    | 張乃仁   | 與澎恰恰、許效舜合唱 賀一航曲尾有1~2句口白           | 3:48  |
| 8.       | 孤枕難眠                   | 保羅·安卡 | 鄭進一   | 原曲《I Don't Like to Sleep Alone》                  | 4:20  |
| 9.       | 愛情過路人                 | 鄭進一    | 鄭進一   | 原名《妳已經嫁別人》                                 | 4:12  |
| 10.      | 你是我的心肝寶貝（R&B版）  | 鄭進一    | 鄭進一   | 與曾心梅合唱                                         | 4:46  |
| 11.      | 你是我的心肝寶貝（抒情版） | 鄭進一    | 鄭進一   | 與如惠合唱                                           | 4:55  |
| 总时长： | 总时长：                   | 总时长：  | 总时长： | 总时长：                                             | 45:16 |